# Alangium brachyanthum
Alangium brachyanthum är en kornellväxtart som beskrevs av Elmer Drew Merrill. Alangium brachyanthum ingår i släktet Alangium och familjen kornellväxter. Inga underarter finns listade i Catalogue of Life.